# Castilblanco de los Arroyos
Castilblanco de los Arroyos este un municipiu în provincia Sevilia, Andaluzia, Spania cu o populație de 4.870 locuitori în 2.006.
1. ↑  Nomenclátor Geográfico de Municipios y Entidades de Población (20240402 edition)